# کاراته در المپیک تابستانی
کاراته در بازی‌های المپیک تابستانی اولین حضور خود را در بازی‌های 2020 در توکیو ژاپن تجربه خواهد کرد.
کاراته المپیک دارای دو نوع رویداد خواهد بود: کومیته و کاتا. شصت رقیب از سراسر جهان در مسابقه کومیته و بیست نفر در مسابقه کاتا شرکت می‌کنند. هر دو بخش مسابقات بین ۵۰/۵۰ بین زنان و مردان تقسیم خواهد شد.

## زمینه
تلاش برای آوردن کاراته به المپیک در دهه ۱۹۷۰ توسط ژاک دلکور آغاز شد.
در سال ۲۰۰۹، در رأی‌گیری ۱۲۱مین کمیته بین‌المللی المپیک، کاراته رای اکثریت دو سوم لازم را برای تبدیل شدن به یک ورزش المپیکی دریافت نکرد. کاراته برای المپیک ۲۰۲۰ در نظر گرفته شده بود، با این حال در جلسه هیئت اجرایی IOC، که در روسیه در ۲۹ مه ۲۰۱۳ برگزار شد، تصمیم گرفته شد که کاراته (همراه با ووشو و چندین هنر غیر رزمی) برای حضور در سال ۲۰۲۰ در ۱۲۵ مین نشست IOC در بوینس آیرس، آرژانتین، در سپتامبر ۲۰۱۳ در نظر گرفته نشود.

## پیشنهاد برای درج
در سپتامبر ۲۰۱۵، کاراته همراه با بیس بال، سافت بال، اسکیت بورد، موج سواری و صخره‌نوردی ورزشی در لیست نهایی قرار گرفت تا برای حضور در بازی‌های المپیک تابستانی ۲۰۲۰ در نظر گرفته شود. و در ژوئن ۲۰۱۶، هیئت اجرایی کمیته بین‌المللی المپیک (IOC) اعلام کرد که از پیشنهاد درج همه ورزش‌های لیست نهایی در بازی‌های ۲۰۲۰ حمایت می‌کند. سرانجام، در تاریخ ۳ اوت ۲۰۱۶، هر پنج ورزش (با احتساب بیس بال و سافت بال با هم به عنوان یک ورزش) برای گنجاندن در برنامه المپیک ۲۰۲۰ تأیید شدند.